# Akropolis Idrottsförening
L'Akropolis Idrottsförening, meglio noto come Akropolis IF o semplicemente Akropolis, è stata una società calcistica svedese con sede nella periferia nord-occidentale della città di Stoccolma.

## Storia
La polisportiva è stata fondata nella primavera del 1968, in un periodo storico che ha visto emigrare in Svezia molti greci a causa dell'instabilità politica (in quegli anni nel paese ellenico vigeva la dittatura dei colonnelli).
Nell'autunno del 1968 è iniziata l'attività della sezione relativa alla pallacanestro, mentre la divisione calcistica ha aperto i battenti nella primavera del 1969. Qualche anno più tardi, nel 1975, il club ha iniziato a operare anche a livello giovanile.
Nel 1987 l'Akropolis ha raggiunto il campionato di Division 3 (la quarta serie nazionale dell'epoca), attirando le attenzioni dei media essendo la prima volta che una squadra di immigrati raggiungeva un livello così alto. Contemporaneamente la squadra cestistica Akropol BBK veniva scorporata dal club, il quale rimaneva di fatto composto dalla sola sezione calcio.
Nel 2000 la squadra è tornata a disputare la Division 3, ma solo per una stagione. Cinque anni più tardi c'è stata una nuova parentesi in quarta serie. Al termine del campionato 2010, per la prima volta nella sua storia l'Akropolis ha conquistato l'accesso alla terza serie nazionale (nel frattempo ribattezzata Division 1 per via della ristrutturazione dei campionati).
Il campionato di Division 1 2015 ha visto l'Akropolis da neopromosso chiudere al secondo posto nel girone nord, e quindi accedere al doppio spareggio per salire in Superettan. Tuttavia l'IK Frej (terzultimo nella Superettan 2015) si è imposto 1-0 sia all'andata che al ritorno, facendo sfumare la promozione dell'Akropolis in seconda serie. È stato anche il primo anno in cui la squadra è stata costretta ad abbandonare l'Akalla BP, impianto che a certi livelli non rispecchiava più alcuni standard della Federcalcio svedese.
La stagione 2019 si è rivelata storica per la società: l'Akropolis ha infatti dominato il girone nord del campionato di Division 1 chiudendo con 19 punti di vantaggio sulla seconda classificata, conquistando così la sua prima promozione in Superettan, la seconda serie nazionale. In virtù di ciò, la squadra ha lasciato lo Spånga IP per trasferirsi al più capiente stadio Grimsta IP, per far fronte ai requisiti richiesti dalla Federazione. Il primo campionato nella serie cadetta si è chiuso con un quinto posto in classifica.
Al termine della stagione successiva, tuttavia, i biancoblu non solo sono retrocessi di una categoria sul campo (a causa del quartultimo posto in classifica nella Superettan 2021 e dell'esito negativo del conseguente doppio spareggio contro lo Skövde AIK), ma anche di un'ulteriore categoria, a seguito della decisione della commissione della Federcalcio di negare la licenza per partecipare alla terza serie per via della situazione economica della società. La partecipazione alla quarta serie nazionale 2022 si è rivelata però disastrosa: complici i debiti e i problemi societari, è stata allestita in extremis una squadra improvvisata che alla prima giornata ha perso per 0-28 in casa contro l'IFK Stocksund, poi alla seconda giornata è giunta una sconfitta a tavolino per mancanza di giocatori, fino ad arrivare all'estromissione dal campionato per mano della Federcalcio. Da allora la società non ha più svolto alcuna attività calcistica, per poi essere successivamente dichiarata fallita.

## Palmarès

### Competizioni nazionali
- Division 1: 1

2019
- Division 2: 2

2010, 2014